# 사랑의 비트
〈사랑의 비트〉(アイノビート 아이노 비토[*])는 일본의 남성 아이돌 그룹 Kis-My-Ft2의 5번째 싱글이다.

## 개요
전작으로부터 약 3개월만의 싱글이다. 이번 싱글은, Dance ver.과 Rock ver.의 MV가 만들어졌다. 초회 생산 한정 ＜DANCE반＞, 통상반, 키스 마이 SHOP반 ＜크리스마스 사양＞의 4형태로 발매되었다.

## 수록곡

### 초회 생산 한정＜DANCE반＞
CD
1. アイノビート -Dance ver.- / 사랑의 비트 -Dance ver.-
작사: 쿠리하라 사토루(Jazzin'park) / 작곡·편곡: 쿠리하라 사토루(Jazzin'park), 쿠보타 싱고(Jazzin'park)
2. アイノビート -Rock ver.- / 사랑의 비트 -Rock ver.-
작사: 쿠리하라 사토루(Jazzin'park) / 작곡: 쿠리하라 사토루(Jazzin'park), 쿠보타 싱고(Jazzin'park) / 편곡: 미야나가 지로
3. Winter Lover
작사: miyakei / 작곡: Erik Lidbom, DAICHI / 편곡: 야마하라 카즈히로

DVD
1. アイノビート -Dance ver.- (MUSIC VIDEO)
2. アイノビート -Dance ver.- (MUSIC VIDEO Making Movie) [약 15분]

초회 한정 봉입 특전
- 미니 사진집 - 전3종 (DANCE반 ver./ROCK반 ver./MUSIC VIDEO 촬영 오프숏 ver.)중 1종 랜덤 봉입

### 초회 생산 한정＜ROCK반＞
CD
1. アイノビート -Rock ver.-
2. アイノビート -Dance ver.-
3. Winter Lover

DVD
1. アイノビート -Rock ver.- (MUSIC VIDEO)
2. アイノビート -Rock ver.- (MUSIC VIDEO Making Movie) [약 15분]

초회 한정 봉입 특전
- 미니 사진집 - 전3종 (DANCE반 ver./ROCK반 ver./MUSIC VIDEO 촬영 오프숏 ver.)중 1종 랜덤 봉입

### 통상반
CD
1. アイノビート -Dance ver.-
2. アイノビート -Rock ver.-
3. Winter Lover
4. Never End LOVE
작사: 코게츠 미나토 / 작곡: 나카세 유이치 / 작곡: 나카무라 야스나리

### 키스마이 SHOP반＜크리스마스 사양＞
CD
1. アイノビート -Dance ver.-
2. アイノビート -Rock ver.-
3. Winter Lover

특전
- 소책자에는, 멤버 개별의 Xmas 고백 메시지
- 오리지널 챰

｢퍼 볼 ver.｣이나 ｢양말형 ver.｣을 제공